# 万德坤
万德坤（1914年8月—1999年），又名万得坤，河南省罗山县人。中国人民解放军军事将领。

## 生平
早年参加中国工农红军。第一次国共内战期间，担任红四方面军第10师29团排长，第25军73师217团连长，第9军25师75团营长。参加了鄂豫皖革命根据地反围剿战役及长征。抗日战争时期，任八路军第129师771团营长，新8旅24团副团长、团长。1944年1月，调任新四军第5师15旅43团团长，组织参加响堂铺伏击战和百团大战。1946年，任中原军区第2纵队45团团长。后任江汉军区独立第2旅4团团长，第四野战军第51军211师副师长。1952年10月起，任中南军区海军黄埔基地司令员，南海舰队榆林基地副司令员。1955年，获二级八一勋章、二级独立自由勋章、二级解放勋章。1999年逝世。